# Dubbeltrast
Dubbeltrast (Turdus viscivorus) är en fågel i familjen trastar.

## Utseende och läte

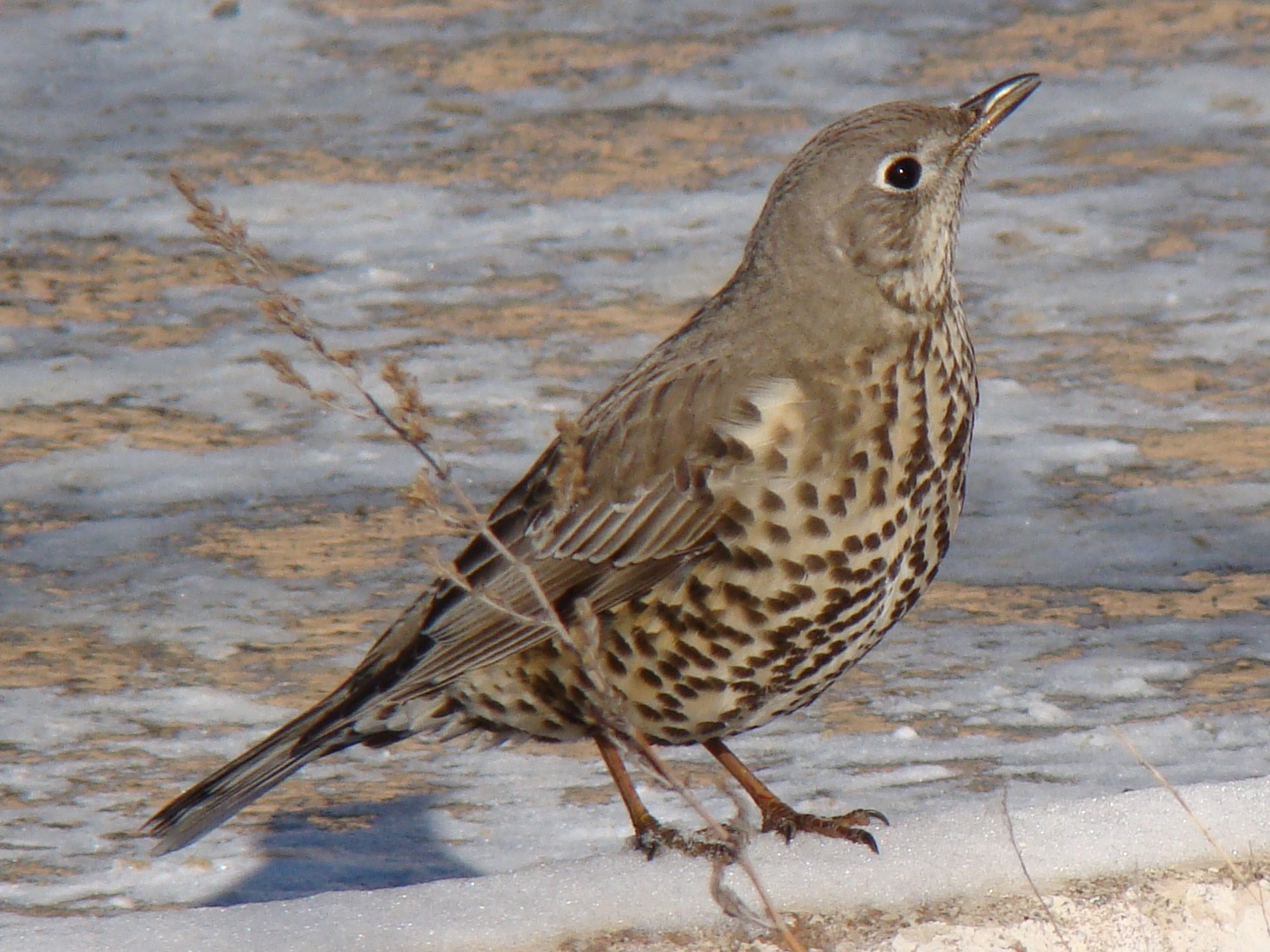
Fotograferad i Baikonur i Kazakstan.

Dubbeltrasten är mellan 26 och 29 centimeter lång och väger upp till 140 gram. Den liknar taltrasten, men är större, mer långstjärtad, ljusare i fjäderdräkten och står mer upprätt. I flykten är den kraftfullare och flyger i längre bågar än taltrasten. 
Dubbeltrastens rygg och skuldror är gråbruna med olivbrun anstrykning, stjärtens tre yttre pennor är vita i inre kanten mot spetsen samt att de undre vingtäckarna är vita. Halsen, bröstet, buken och undergumpen är vita med svartaktiga runda fläckar. Strupens mitt är dock ofläckad och den har ofta en mörk fläck på vardera sidan av bröstet i ovankanten av vingen.
Sången liknar koltrastens men är kortare och gällare. Locklätet låter "trr" eller "zrr".

## Utbredning och systematik
Dubbeltrasten häckar i Västra palearktis upp till polcirkeln. Den förekommer från nordvästra Afrika (Marocko, Algeriet och Tunisien) upp genom större delen av Europa (dock inte på Island), österut genom Ryssland till västra Sibirien, genom Kazakstan, Iran, Afghanistan, Pakistan, Indien, till Nepal och Kina.
Delar av den globala populationen är stannfåglar medan de nordligaste häckningsområdena överges på vintern. Arten häckar på höjder upp till 3900 meter över havet.

### Underarter
Dubbeltrasten delas upp i tre underarter:
- vanlig dubbeltrast[5] Turdus viscivorus viscivorus – nominatformen häckar i Europa och österut till floden Ob och nordöstra Iran.
- Turdus viscivorus deichleri – häckar i nordvästra Afrika, på Korsika och Sardinien.
- Turdus viscivorus bonapartei – häckar från östra Sibirien till Centralasien och Himalaya. Övervintrar så långt söderut som norra Indien.

### Förekomst i Sverige

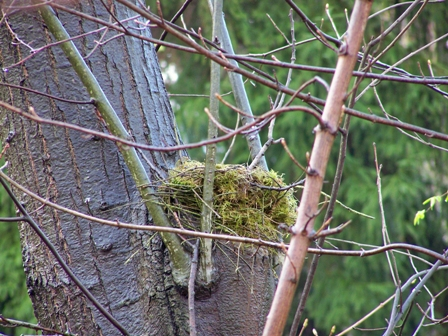
Dubbeltrastens bo.

Dubbeltrasten är den största trastfågeln i Sverige. Den häckar i nästan hela Sverige utom i fjälltrakterna och i de nordligaste delarna. I Sverige är den en flyttfågel och en sommargäst mellan april och oktober och den har sina vinterkvarter i södra Europa.

## Ekologi

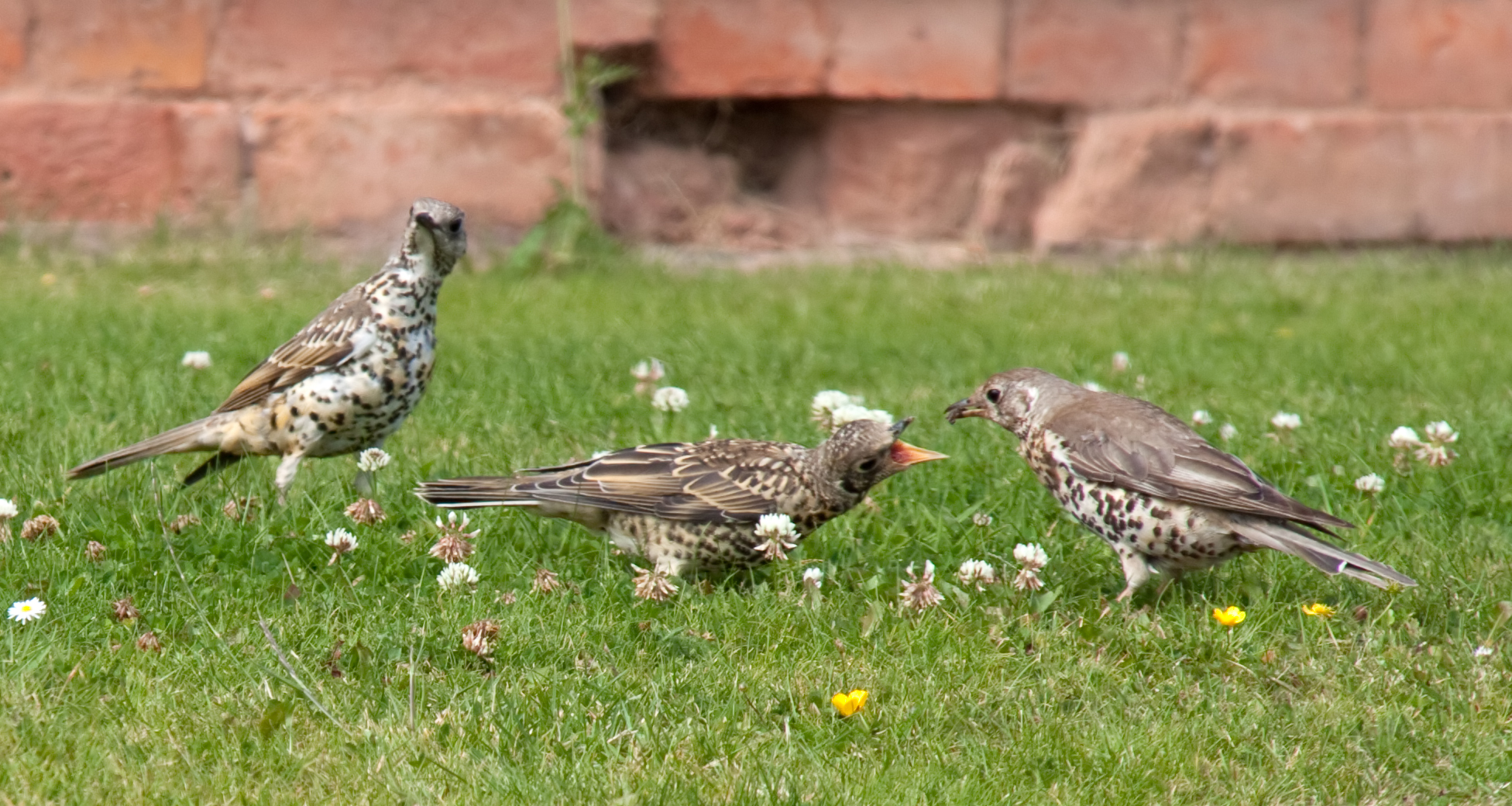
En adult (höger) med två juveniler.

### Biotop
Dubbeltrasten trivs bäst i skogsmark, helst hällmarkstallskog med åkerlyckor och gläntor. I södra Europa häckar den ofta i trädgränszonen.

### Häckning

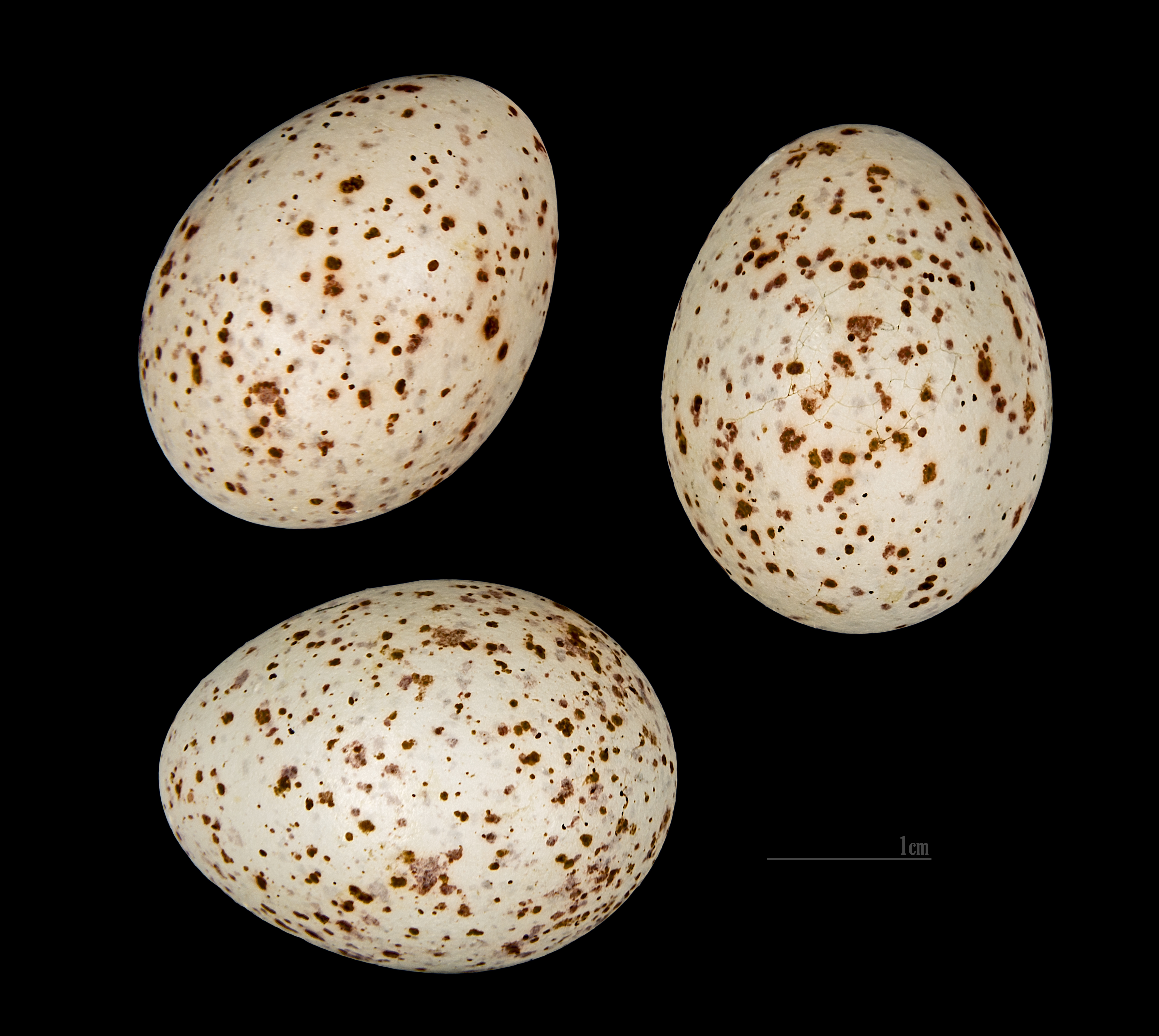
Ägg av dubbeltrast ur Muséum de Toulouses samling.

Dubbeltrasten bygger sitt bo tidigt på våren, mer eller mindre högt uppe i träden, av lavar, kvistar och gräs, och den lägger där vanligen fem ägg som är grönvita med violetta och rödbruna fläckar och prickar. Honan ensam ruvar äggen i cirka två veckor. Ungarna matas sedan av båda föräldrarna i drygt två veckor till.

### Föda
Dess föda utgörs av maskar, larver, insekter och åtskilliga slags bär, i synnerhet mistel-bär och så vidare.

### Predatorer och parasiter

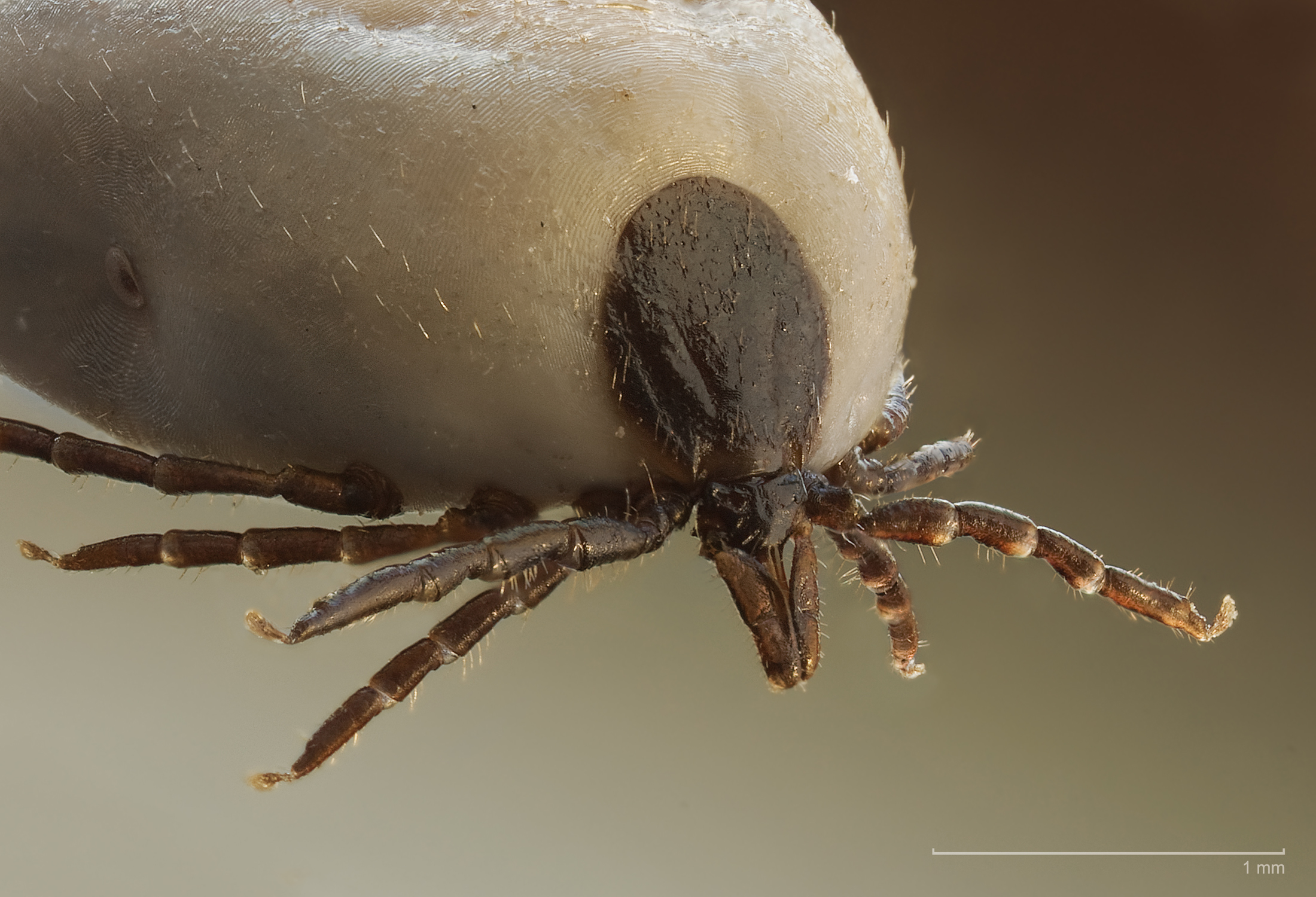
En fästing (ricin kryssa) uppsvälld av blodet från dess värd.

Dubbeltrasten jagas av många predatorer, bland andra pärluggla, jorduggla, kattuggla, slaguggla, berguv, kungsörn, tornfalk, ormvråk, röd glada, duvhök, pilgrimsfalk och sparvhök. Äggen och ungarna kan tas av katter och kråkfåglar, trots att de vuxna är tillräckligt orädda för att försvara sina bon och ibland till och med angriper människor.
Bland dubbeltrastens yttre parasiter kan Ceratophyllus gallinae, Dasypsyllus gallinulae, vanlig fästing och  Neotrombicula autumnalis nämnas. I sitt inre kan dubbeltrasten vara värd för bandmask, nematoder och Syngamus merulae, en släkting till gapmask. Bland dess blodparasiter finns Trypanosoma och plasmodium (släkte)-arter.

## Status
Arten har ett stort utbredningsområde och beståndet anses vara stabilt. Internationella naturvårdsunionen IUCN listar den därför som livskraftig (LC). Världspopulationen uppskattas till mellan 12,2 och 22,7 vuxna individer.

### Status i Sverige
Artdatabanken listar dubbeltrasten som livskraftig. Den ökar kraftigt i antal, mellan åren 2011 och 2020 med 44 % och 2001–2020 med över 100 %. Beståndet uppskattades 2018 till 470 000 par.

## I kulturen

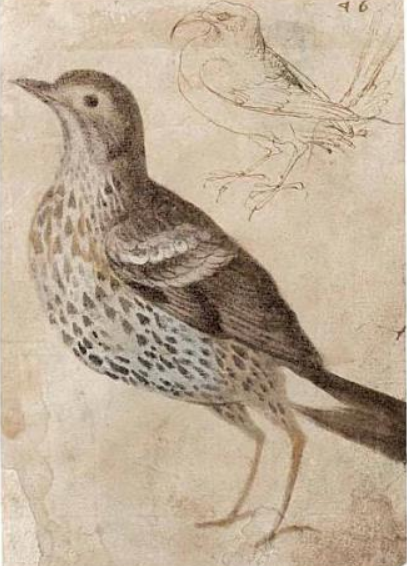
Dubbeltrast och alpkråka av Giovanni da Udine.

Trastar har länge varit uppskattad mat och man har funnit benrester i europeiska grottlämningar som dateras till senaste istiden. I Desiderius Erasmus tidiga 1500-talssamling av latinska ordspråk förekommer Turdus malum sibi ipse cacat, (trastens problem den själv utskiter), vilket refererar till att trasten sprider frön till de klibbiga bär som användes för att göra fågellim som i sin tur användes för att fånga fåglar.
Målaren Giovanni da Udine tillhörde Rafaels skola på 1500-talet. Hans Dubbeltrast och alpkråka var en skiss för verket Fågel med girlang och frukt, som sedan utgjorde grunden till Rafaels fresk i Apostoliska palatset.
Redan i den tidiga renässansdikten "The Harmony of Birds", utgiven i mitten av 1500-talet, särskiljs dubbeltrasten, som sjunger "sanctus, sanctus", från taltrasten.

### Namn
Det vetenskapliga artepitetet viscivorus kommer av latinets viscum som betyder "mistel" och vorare som betyder äta. Ett äldre svenskt namn för dubbeltrast är därför också misteltrast. Det trivialnamnet brukas fortfarande i många språk som exempelvis engelskans "Mistle Thrush", och tyskans och danskans "misteldrossel". Äldre dialektala namn är "gråstare" i Östergötland och "trost" i Värmland.